# Paramixogaster variegata
Paramixogaster variegata är en tvåvingeart som först beskrevs av Sack 1922.  Paramixogaster variegata ingår i släktet Paramixogaster och familjen blomflugor.
Artens utbredningsområde är Taiwan. Inga underarter finns listade i Catalogue of Life.